# 茨城県道309号福原停車場線

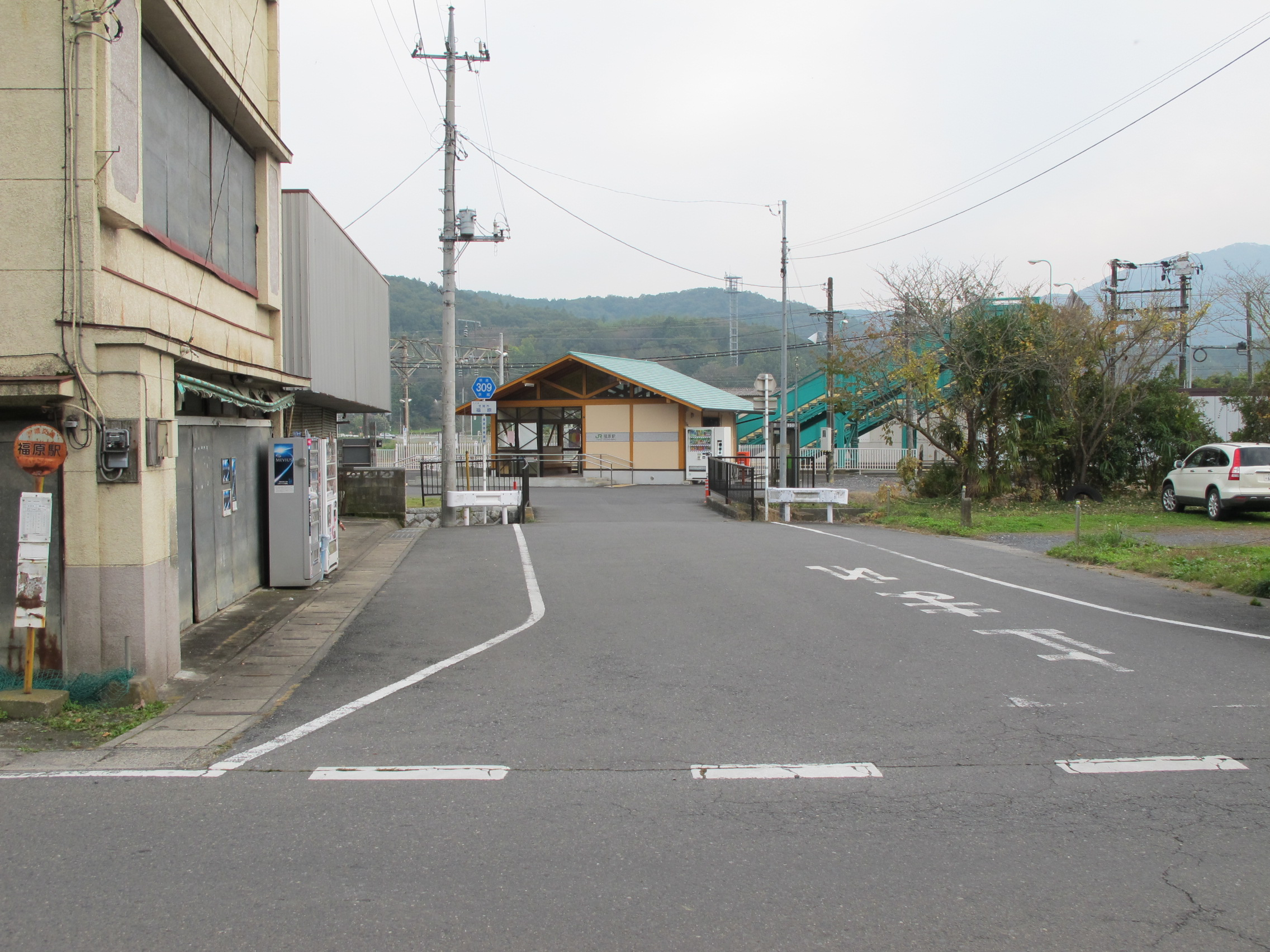
茨城県道309号福原停車場線
笠間市福原（2013年11月）

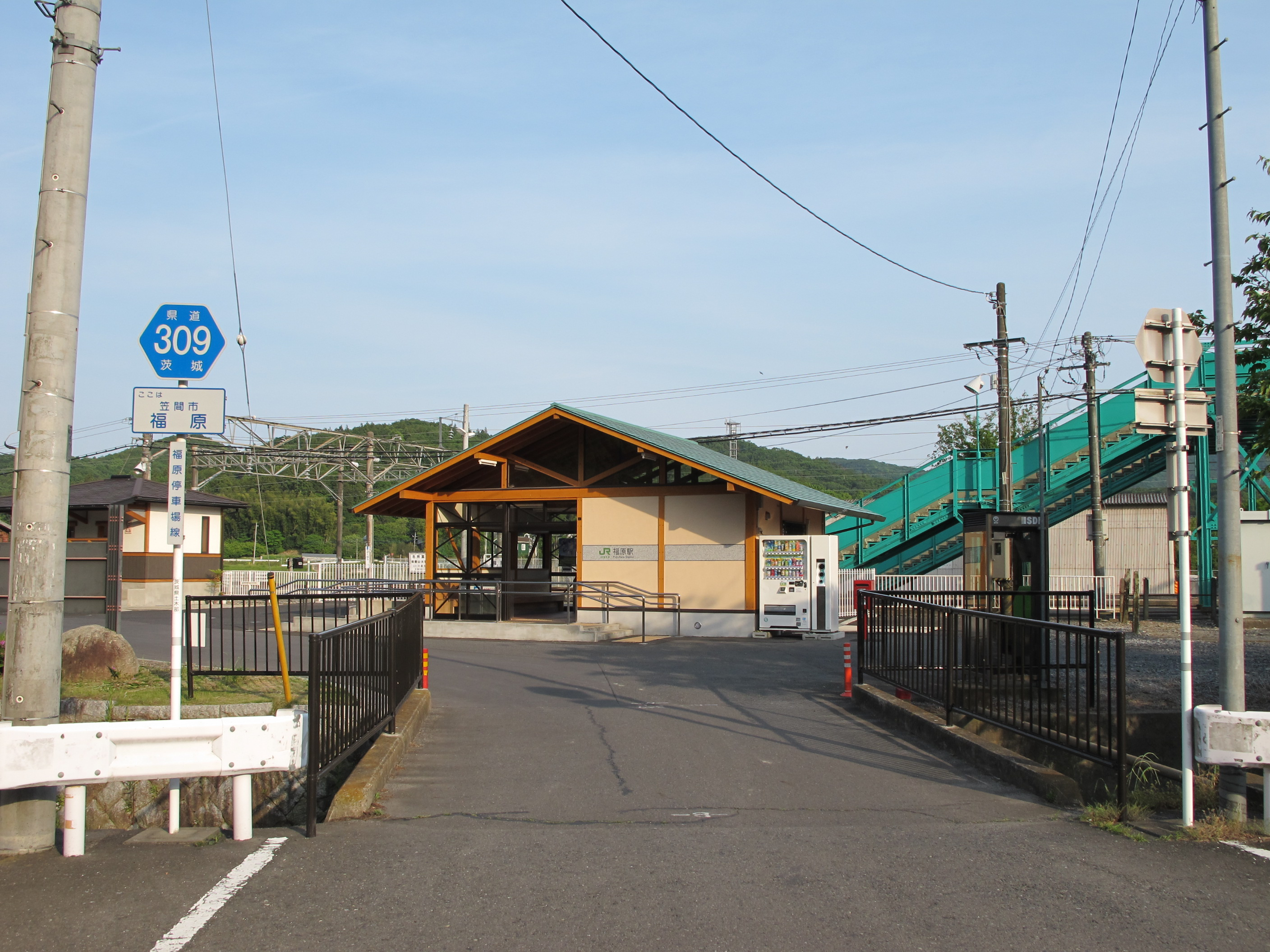
起点・福原駅前（2014年5月）

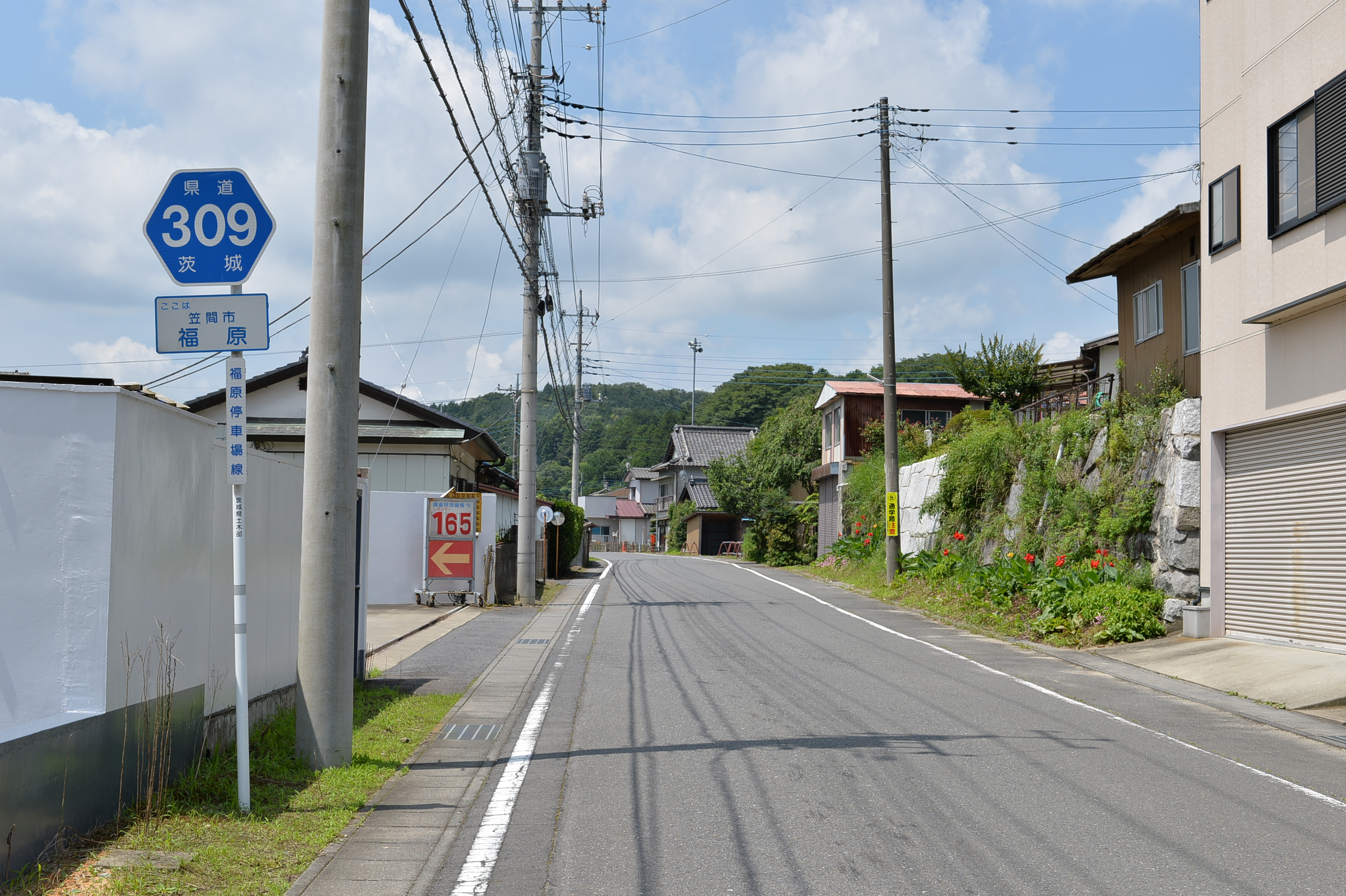
終点付近・笠間市福原（2014年7月）

茨城県道309号福原停車場線（いばらきけんどう309ごう ふくはらていしゃじょうせん）は、茨城県笠間市内を通る県道で、JR水戸線福原駅と接続するための道路である。

## 概要
JR福原駅と国道50号までを東西に結ぶ鉄道駅（停車場）と連絡する延長約1.2キロメートル (km) の一般県道である。路線認定当時の路線長は駅前の僅か30メートル (m) 程であったが、当時終点で接続していた二級国道前橋水戸線（後に主要地方道土浦笠間線に降格）が降格して一般道になったことを受けて、現・国道50号福原交差点まで路線が延長されている。

### 路線データ
- 起点：笠間市福原（福原駅）[1]
- 終点：笠間市福原（国道50号交点＝「福原」交差点）
- 総延長：1.185 km[2]
- 重用延長：なし[2]
- 未供用延長：なし[2]
- 実延長：1.185 km[2]
- 自動車交通不能区間延長[注釈 1]：なし[2]

## 歴史
1959年（昭和34年）10月14日、新たな県道として笠間市福原町の福原停車場を起点とし、二級国道前橋水戸線（旧道国道50号、市道降格）交点を終点とする区間を本路線とする県道福原停車場線として茨城県が県道路線認定した。
1995年（平成7年）に整理番号309となり現在に至る。

### 年表
- 1890年（明治23年）12月1日：福原駅が開業する。
- 1923年（大正12年）4月1日：現在の路線の前身である福原停車場福原線が路線認定される。[3]
- 1959年（昭和34年）10月14日
現在の路線が路線認定される（図面対象番号271）[4]。道路の区域は、笠間市福原町の福原停車場から笠間市福原町の二級国道前橋水戸線（旧道）交点までと決定された[1]。
- 1995年（平成7年）3月30日：整理番号が整理番号329から現在の番号（整理番号309）に変更される[5]。

## 地理

### 通過する自治体
- 茨城県笠間市

### 交差する道路
- 国道50号（笠間市福原・終点）

### 沿線
- JR水戸線 福原駅